# MINT Zukunft schaffen

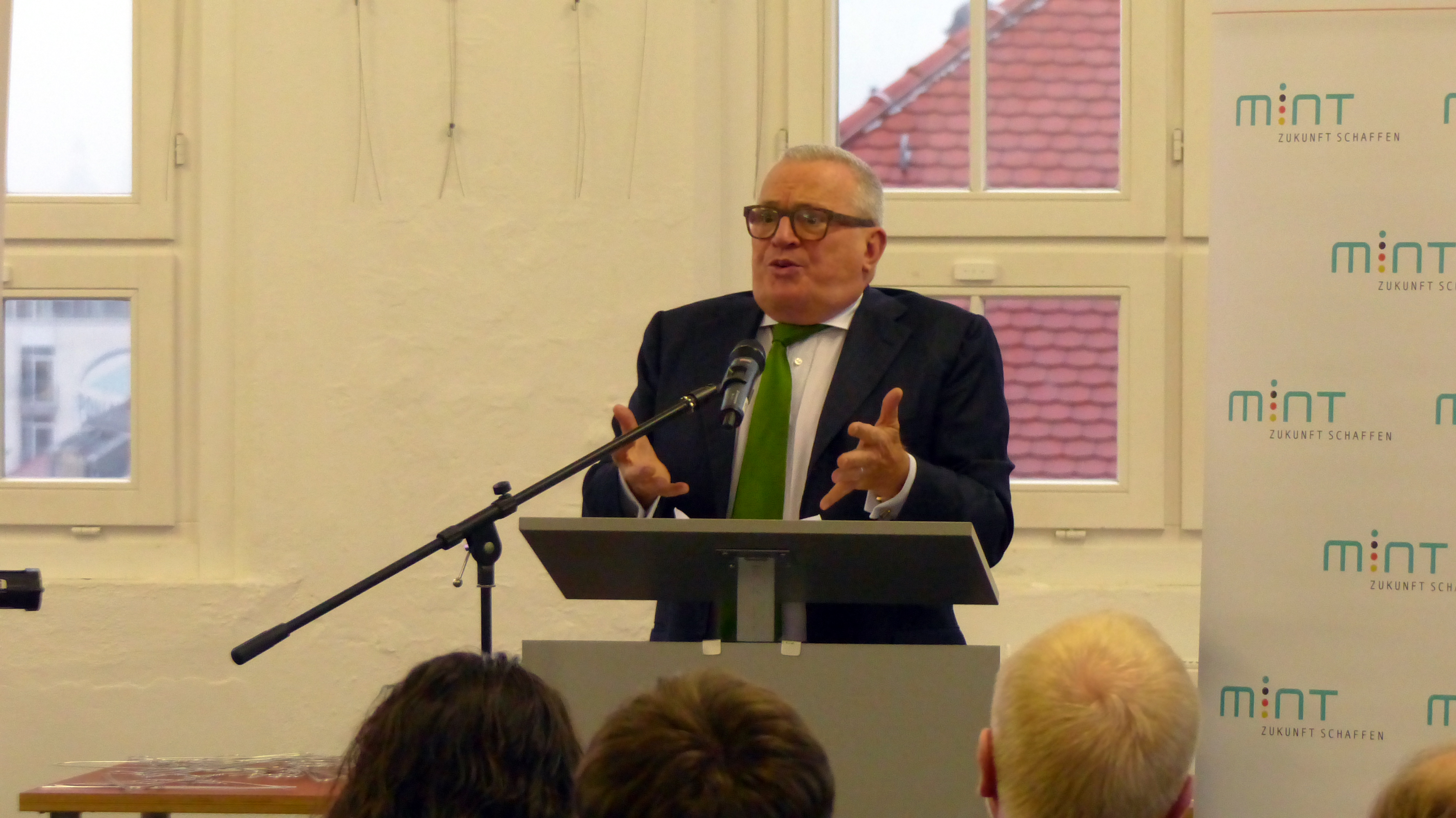
Thomas Sattelberger

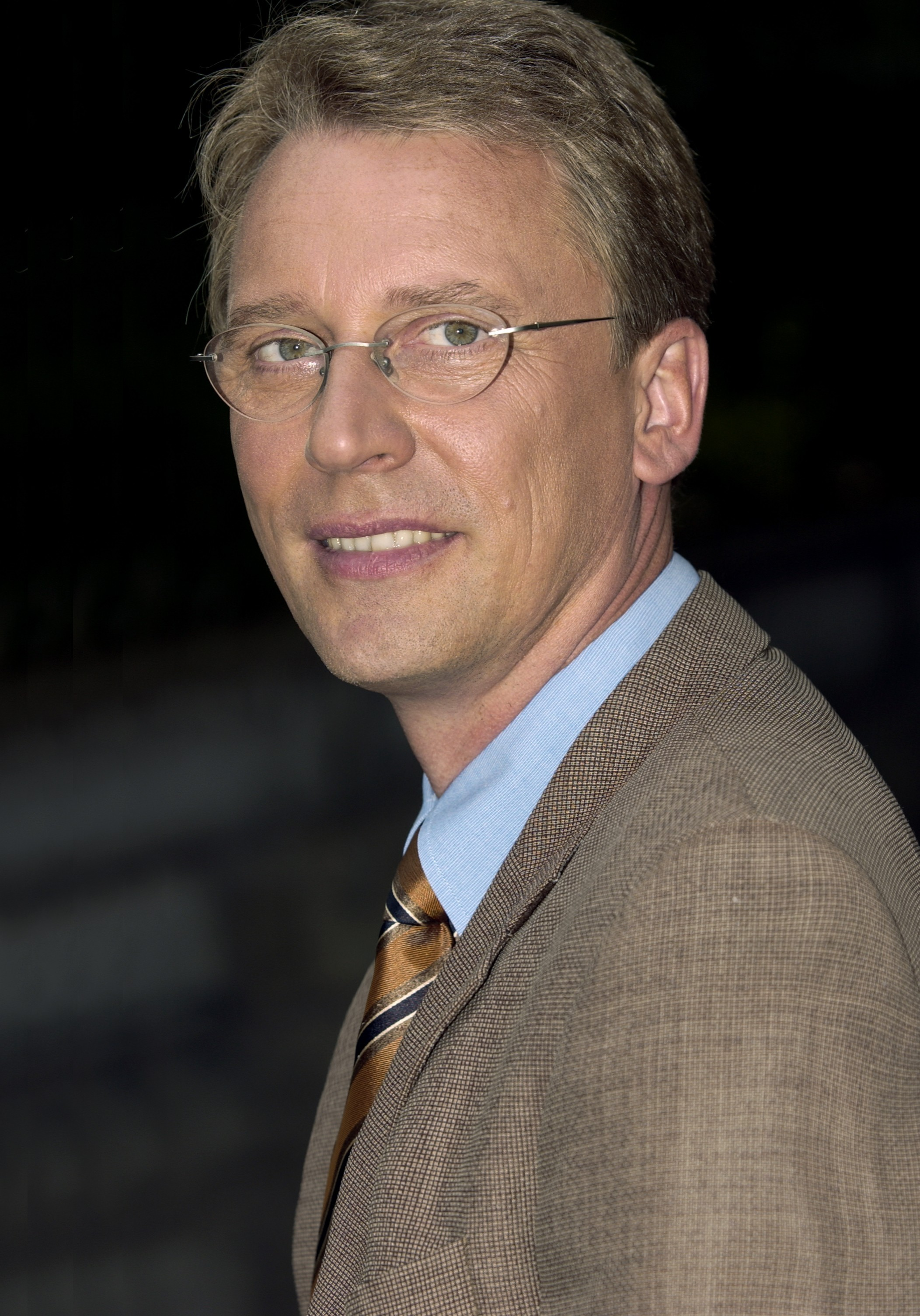
Christoph Meinel

„MINT Zukunft schaffen!“ (MINT Zukunft e. V.) ist ein von Stiftungen, Verbänden, Vereinen und Arbeitgebern getragener deutscher Verein mit Sitz in Berlin. Er wurde 2008 gegründet und beabsichtigt, den bestehenden Fachkräftemangel in der deutschen Wirtschaft, in Schulen und Verbänden im Bereich der naturwissenschaftlich-technischen Berufen zu begegnen. Ziel der Wirtschaftsinitiative ist es zudem, die Bildung in Mathematik, Informatik, sowie Naturwissenschaften und Technik (MINT-Fächer) auszubauen und zu stärken. Seit 2011 stärkt sie auch den Bereich der Digitalen Schule. Mehr als 2000 Schulen tragen das Siegel MINT-freundliche Schule oder Digitale Schule (Stand 2021)
Bis Ende 2021 war Thomas Sattelberger Vorsitzender. Nach Hannes Federrath als kommissarischem Vorsitzenden wurde am 9. Mai 2022 Christoph Meinel zum neuen Vorsitzenden gewählt.

## Handlungsschwerpunkte
Schwerpunkt der Initiative ist es, Schülerinnen und Schüler für MINT zu begeistern und die Zahl der Studienanfänger in MINT-Studiengängen an Hochschulen und die Erhöhung des Frauenanteils, auch in MINT-Ausbildungsberufen. Weiterhin das Motivieren, Fördern und Auszeichnen von Schulen, im Besonderen durch die Programme „MINT-freundliche Schule“ und „Digitale Schule“.
Unter Schirmherrschaft der Kultusministerkonferenz erfolgt zur Unterstützung der MINT-Schwerpunkte an allen Schulen die Auszeichnung „MINT-freundliche Schule“. Zur Standortbestimmung des jeweiligen Digitalisierungsstatus können Schulen ihr digitales Profil schärfen und die Auszeichnung „Digitale Schule“ erhalten. Weitere Auszeichnungen erfolgen für ehrenamtliche MINT-Botschafter, die sich an Schulen und auch in Unternehmen für die MINT-Themen und -Bildung engagieren. Ein weiteres Thema ist der Abbau von Technologieskepsis in der Bevölkerung.

### MINT-freundliche Schulen
Ziel ist der qualitative und quantitative Ausbau der MINT-Bildung in Deutschland. Die Ehrung als „MINT-freundliche Schule“ versteht sich als Breitenförderung von Schulen mit einem bereits erkennbaren, grundlegenden MINT-Schwerpunkt. Die geehrten Schulen sollen so als MINT-freundliche Schulen erkannt werden. Öffentlicher Dienst und Hochschulen profitieren ebenfalls davon. Es wurden bisher von „MINT Zukunft schaffen!“ deutschlandweit 2000 „MINT-freundliche Schulen“ unter der Schirmherrschaft der Kultusministerkonferenz ausgezeichnet. Es ist ein kontinuierlicher Prozess, der jährlich stattfindet. Die Schulen sind über einen Kriterienkatalog mit 14 Schwerpunkten einbezogen. 

## Schirmherrschaft
Von 2008 bis Ende 2021 war Bundeskanzlerin Angela Merkel Schirmherrin. Neuer Schirmherr der Nationalen Initiative wurde 2022 Bundeskanzler Olaf Scholz.
Beim 4. Nationalen MINT-Gipfel 2016 erklärte Merkel, sie habe 2008 gern die Schirmherrschaft über die Initiative „MINT Zukunft schaffen“ übernommen: "Vielen war der Begriff MINT bis dahin eher als Geschmacksrichtung vertraut. Inzwischen kennen vielleicht die allermeisten das Kürzel MINT. Aber sicher bin ich mir nicht, was eine repräsentative bundesweite Umfrage dazu als Ergebnis bringen würde. Aber ich würde sagen: In den Fachkreisen hat es sich herumgesprochen. Ich tue auch gern etwas zur weiteren Verbreitung. Wenn man die Geschmacksrichtung einerseits mit den Fächern Mathematik, Informatik, Naturwissenschaften und Technik andererseits zusammenbringen will, dann kann man vielleicht sagen, dass eine solche Initiative für frischen Wind sorgt." Man dürfe die Frage der Attraktivität von MINT-Fächern und MINT-Berufen nicht dem Zufall überlassen, sondern müsse früh anfangen, um junge Menschen zu begeistern, und ihnen die Möglichkeit geben, in der Zeit, in der man sich für einen Beruf entscheidet, auf einem profunden Wissensstand zu sein. Das Nationale MINT Forum und die Initiative „MINT Zukunft schaffen“ hätten besonders viel auf die Beine gestellt; und zwar in Verbänden, in Stiftungen, in Unternehmen, in Hochschulen und Forschungseinrichtungen – also bei allen, die potenziell die Bildung in mathematischen, ingenieurwissenschaftlichen, naturwissenschaftlichen und technischen Fächern voranbringen können.
Die Initiative biete „Schülerinnen und Schülern, Auszubildenden und Studierenden Orientierung und gibt Eltern, Lehrkräften und Unternehmern viele wichtige Impulse. Dieses dankenswerte Engagement unterstreicht: Die politische und gesellschaftliche Verantwortung für unser Bildungssystem wird auch von der deutschen Wirtschaft beherzt mitgetragen.“
Als Schirmherrin war sie unter anderem vor Ort in Buch am Erlbach, um Jugendliche und Kinder – außerhalb des regulären Schulunterrichts – für Technik und Naturwissenschaften zu begeistern.

## Aktivitäten
Thomas Sattelberger, bis Ende 2021 der Vorsitzende von „MINT Zukunft schaffen!“, initiierte mit Henning Kagermann zudem das Nationale MINT-Forum, in dem sich 30 große Wissenschaftseinrichtungen, Stiftungen und Verbände für eine bessere MINT-Konditionen bereits ab der frühkindlichen bis zur akademischen und lebenslangen Bildung einsetzen.

## Digitale Schule

Das Signet der digitalen Schulen, das von MINT Zukunft schaffen! vergeben wird

Im Jahr 2017 wurde gemeinsam den Partnern Gesellschaft für Informatik, der DLGI, dem Verband Deutscher Ingenieure VDI, Fraunhofer IAIS, Wissensfabrik für Deutschland und eco Verband der Internetwirtschaft ein Kriterienkatalog zum Thema Digitalisierung und Bildung entwickelt, der für alle Schulformen gilt. Für den Bereich der Digitalen Schule hatte Staatsministerin Dorothee Bär, Beauftragte der Bundesregierung für Digitalisierung, die Schirmherrschaft. Ihr Nachfolger wurde im Juni 2022 Volker Wissing, Bundesminister für Digitales und Verkehr.

### Digitale Schule in der COVID-19-Pandemie
2020 hat die Rolle der Digitalisierung verdeutlicht. Thomas Sattelberger: „Das Jahr 2020 hat uns allen nochmals verdeutlicht, was für eine wichtige Rolle Digitalität in unserem Bildungssystem spielt. Um Schulen zu motivieren, ihr digitales Profil weiter zu schärfen und informatische Inhalte verstärkt in den Unterricht zu bringen, hat die Initiative ‚MINT Zukunft schaffen!‘ die Auszeichnung ‚Digitale Schule‘ ins Leben gerufen. […] Die Corona-Krise hat im deutschen Bildungssystem für viel Sorge, aber auch für viel Bewegung gesorgt [...] Nach dem Motto ‚Turning Desaster into Triumph‘ haben die MINT-freundlichen Schulen ebenso wie die Digitalen Schulen – seit Jahren durch klare Arbeit vorbereitet – gezeigt, wie gute digitale Schule geht und wie wichtig das Zusammenspiel von MINT und Digitalisierung ist, um erfolgreich zu sein.“
Die Frankfurter Rundschau berichtet über die Auszeichnung des Frankfurter Adorno-Gymnasiums. „Sie soll kein Ersatz sein“, wie es während der COVID-19-Pandemie schon der Fall sein musste. Aber helfen kann die Digitalisierung auch bei Bildungszielen, die wegen Corona nicht leicht zu erreichen sind. „Schüleraustausch ist jetzt schwierig“, sagt [Schulleiter Mathias] Koepsell. Aber das Adorno bekomme bald VR-Brillen. „Dann können Schülerinnen und Schüler sich in virtuellen Klassenräumen ganz frei aufhalten, kommunizieren, kennenlernen.“ Mit einer Klasse in Schanghai Deutsch sprechen, mit einer in Lyon Französisch. „Dabei bringt uns die Digitalisierung einen enormen Schub nach vorne – ganz ohne nach Lyon oder Schanghai zu reisen.“

## Weitere Aktivitäten

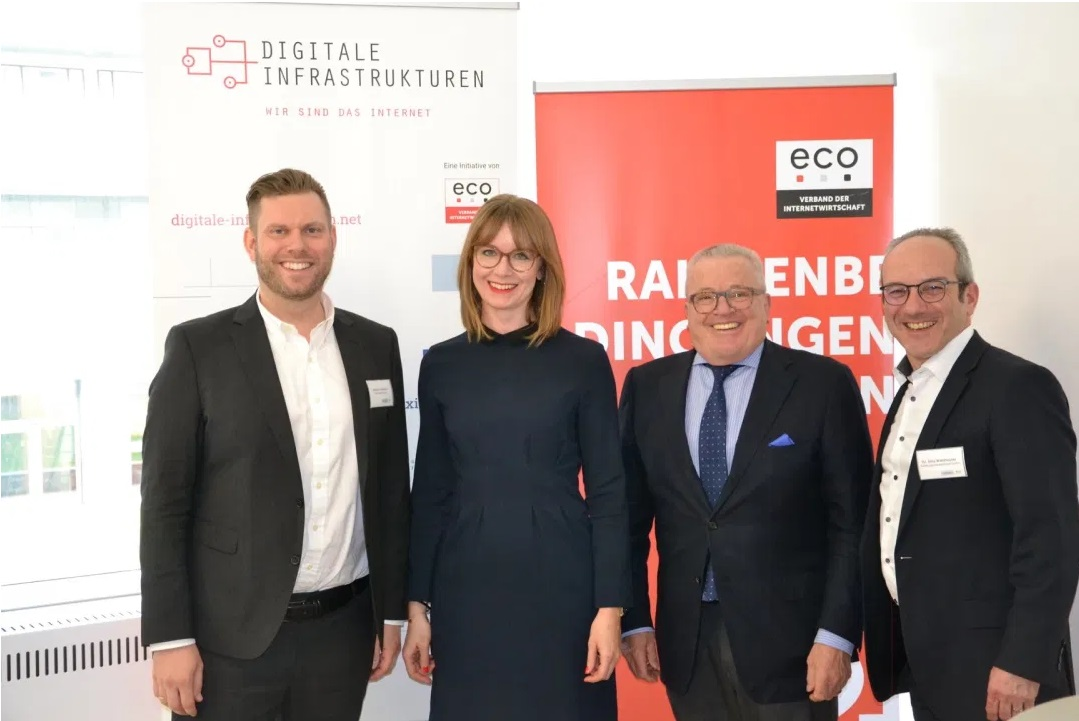
Thomas Sattelberger (2.v.r) bei Tagung von eco und MINT "Zukunft schaffen!" 2019

Das „MINT-Meter“ überprüft kontinuierlich den Fortschritt der MINT-Ziele. Im Zentrum steht die Frage: Drehen Wirtschaft, Bildungsträger und Politik an den richtigen Stellschrauben, um die Jugend für MINT-Bildung zu begeistern?
Die monatliche Erhebung der MINT-Lücke im Bereich des Arbeitsmarktes.
Das halbjährliche MINT-Reporting im Rahmen des MINT-Meters gemeinsam mit dem Institut der deutschen Wirtschaft Köln.
Die Vergabe der MINT-Awards für Studenten und den Studentenpreis für Unternehmen „MINT Minded-Company“, den die Initiative gemeinsam mit audimax MEDIEN durchführt. Gemeinsam mit dem Förderer MLP vergibt die Initiative auch ein Stipendium für Studierende.
Darüber hinaus richtet die Initiative gemeinsam mit Partnern Konferenzen zur Vernetzung und Bündelung der MINT-Einzelinitiativen aus.
Die „Politische Vision 2015“ war ein Forderungskatalog an Wirtschaft, Bildungsträger und Politik. „MINT Zukunft schaffen!“ kommunizierte bis 2015 den Stand der qualitativen und quantitativen MINT-Ziele und thematisierte die notwendigen bildungspolitischen Schritte. Hans-Gert Gräbe, Professor für Informatik an der Universität Leipzig stellte in seinem Vortrag über MINT und die Linke die Bedeutung dieser politischen Vision heraus. Sie sei "eine Herausforderung an alle Akteure, dieses gemeinsame Ziel in den Mittelpunkt des Handelns zu stellen. Die Chance für den Technologiestandort Deutschland, möglichst viele junge Menschen für ein MINT-Studium zu begeistern, muss jetzt genutzt werden." Dabei unterstrich Gräbe auch das Engagement von "MINT Zukunft schaffen!" im Fördern von Frauen in MINT-Bereichen.
Neben der Förderung von Schülerinnen und Schülern steht seit dem Girls Day weiterhin die Förderung von Frauen in MINT-Berufen. In einem Artikel des Handelsblatts, Warum junge Frauen noch immer MINT-Berufe meiden, erklärt Sattelberger: "Wir müssen da ganz neu denken" und fordert, "schon bei zehn- bis 13-jährigen Mädchen anzusetzen und die Stereotypen bei allen Beteiligten aufzubrechen – also bei Frauen und Arbeitgebern."
Der IT-Fachkräftmangel – Aktuelle Studien gehen von über 50.000 offenen Stellen in jenem Bereich aus. Die unter dem Dach von eco – Verband der Internetwirtschaft gegründete „Allianz zur Stärkung digitaler Infrastrukturen in Deutschland“ unterstützt die Initiative „MINT Zukunft schaffen!“. Die Allianz fordert, die Bundesregierung müsse bundesweite Kampagne für Arbeitsfeld digitale Infrastrukturen unterstützen.
Gemeinsam mit ESRI erstellte MINT Zukunft schaffen! eine digitale Landkarte der Digitalen Schulen in Deutschland und aller Welt. ESRI, der u. a. für das Robert Koch-Institut und die Johns Hopkins University das offizielle COVID-19 Dashboard betreibt, stellte diese Karten bereit.

## MINT-Botschafter-Netzwerke

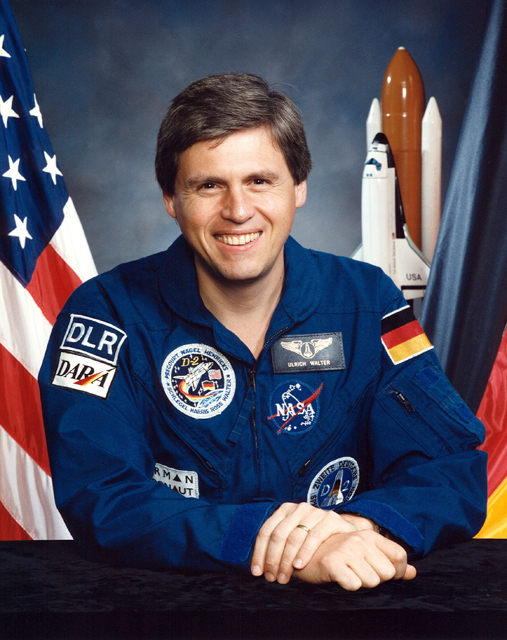
MINT-Botschafter Ulrich Walter

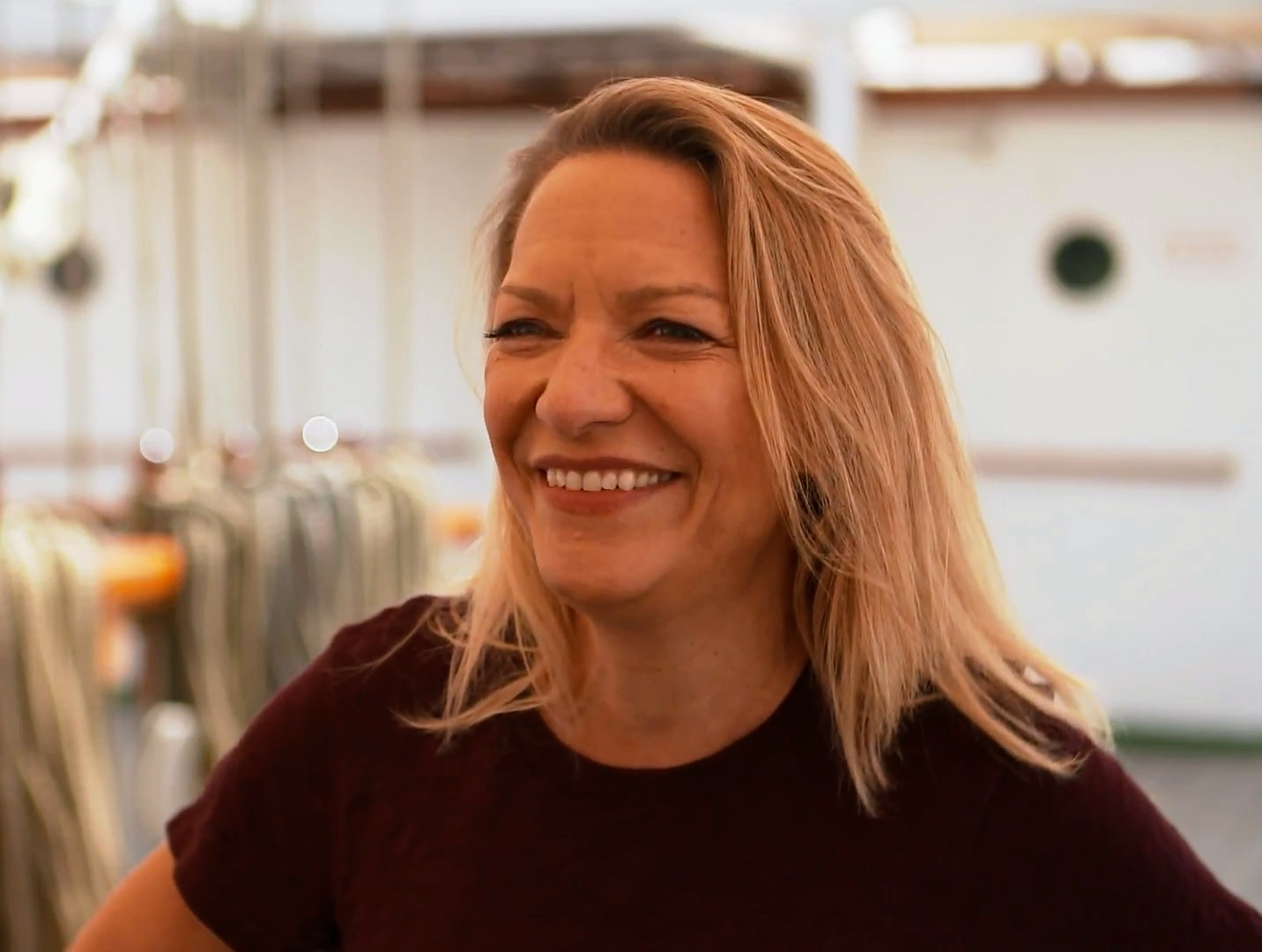
MINT-Botschafterin Antje Boetius

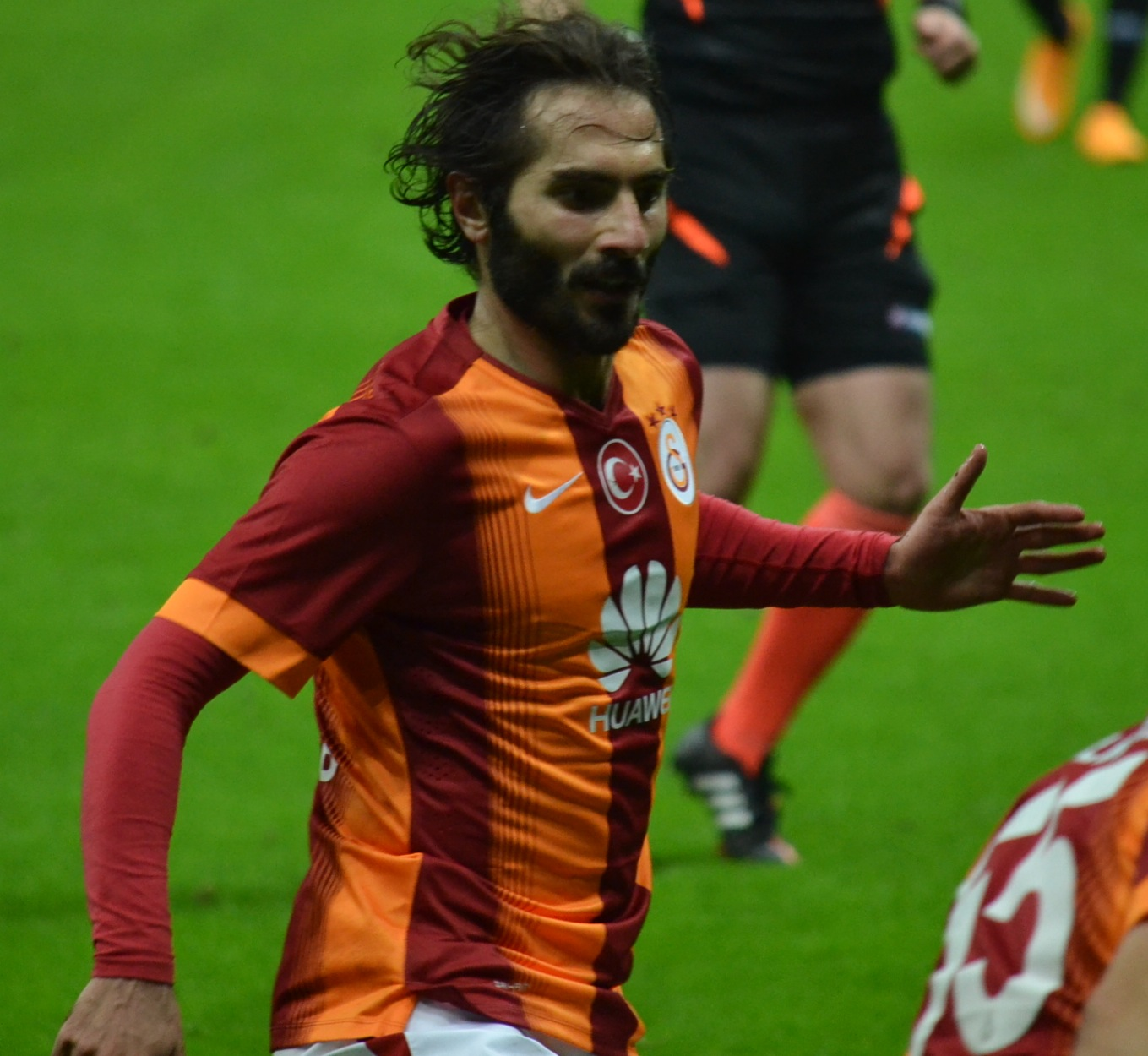
MINT-Botschafter Hamit Altıntop

MINT-Botschafterinnen und MINT-Botschafter helfen jungen Menschen, sich für MINT zu interessieren und zu entscheiden. Sie stellen unter anderem Lehrkräften MINT-Berufe vor, bieten in ihren Unternehmen MINT-Ausbildungsplätze an, initiieren MINT-Netzwerke und die finanzielle oder ideelle Förderung von Schulnetzwerken.
Anlaufstellen für MINT-Botschafter sind die 31 Botschafternetzwerke (Stand 2021) von „MINT Zukunft schaffen!“, zu denen unter anderem Google Deutschland, der Verband Deutscher Ingenieure VDI, der Verband Biologie, Biowissenschaften und Biomedizin in Deutschland, das Deutsche Jungforschernetzwerk – juFORUM, die Gesellschaft Deutscher Chemiker, der MNU, des Verbands der Elektrotechnik, Elektronik und Informationstechnik und des BITKOM, der Verband Deutscher Wirtschaftsingenieure, der DFK – Verband für Fach- und Führungskräfte und ArbeiterKind.de, die Initiative zur Förderung des Hochschulstudiums von Nicht-Akademikerkindern, gehören.
Es gibt rund 20.000 „MINT-Botschafter“ (Stand: 2024), einschließlich der angeschlossenen MINT-Netzwerke.
Prominente MINT-Botschafter sind im Porträt vorgestellt.
- Ulrich Walter – Physiker, D2-Astronaut
- Günter Ziegler – Präsident der Deutschen Mathematiker-Vereinigung
- Antje Boetius – Meeresbiologin
- Katja Windt – Hochschullehrerin des Jahres 2008
- Gerhard F. Braun – BDA-Vizepräsident
- Undine Zumpe – Herausgeberin des management meetings magazin
- Hamit Altıntop – ehem. Spieler des FC Bayern München
- Oliver Vornberger – Medieninformatiker und iTunes-Star
- Susanne Lettner – Co-Founder DigiMINTKids Frühkindliche Bildung
- Vince Ebert – Kabarettist und Autor
- Matthias Schuster – Sprecher der Geschäftsleitung von Vivento, Deutsche Telekom AG
- Eva Viehoff – Landtagsabgeordnete Niedersachsen (Bündnis 90/Die Grünen)
- Leila Mekacher – BBW Neckargemünd
- Marcel Dierig – Gesellschafter bei Stratoflight
- Sylvia Schöne – Soziologin
- Herbert Hanselmann – dSPACE GmbH
- Bodo Ickinger – Gründer des VDIni-Club Nürnberg
- Katharina Wolf – Referendarin für Mathe und Sport
- Alexander Teibrich – SAP

Die „Botschafter“ engagieren sich im Bildungsbereich für den MINT-Gedanken und befassen sich überdies mit der Talentförderung im MINT-Bereich, stellen Praktikumsplätze zur Verfügung oder übernehmen ein Mentoring. Darüber hinaus werden MINT-Tage und -Konferenzen durchgeführt.
Durch MINT-Preise werden deutsche Schulen und Hochschulen gewürdigt, die ein hohes Engagement in den MINT-Fächern gezeigt haben. Seit 2010 wird der MINT-Botschafterpreis jährlich an „Botschafter“ mit herausragendem Engagement verliehen.